# Hermann Vallentin
Hermann Vallentin (24 de mayo de 1872 - 18 de septiembre de 1945) fue un actor alemán.

## Biografía
Nacido en Berlín, Alemania, era hijo del industrial maderero Felix Vallentin, y su hermana fue la actriz Rosa Valetti. Tras estudiar interpretación en Berlín bajo la dirección de Max Grube, en la temporada 1895/96 actuó en el Central-Theater de Berlín, tras lo cual en los años siguientes trabajó en diferentes locales de la ciudad.
A partir de 1914 Vallentin fue también un ocupado actor de cine. En este medio, por lo general, interpretaba papeles paternales y patriarcales, pero también a personajes de mente estrecha. Una de sus películas más importantes fue Der Hauptmann von Köpenick (1931), en la que encarnaba a Adolph Wormser.
La llegada al poder de los Nazis acabó de modo abrupto con su carrera cinematográfica. Considerado judío, Vallentin emigró en 1933 a Checoslovaquia, actuando allí en escenarios alemanes en Ústí nad Labem y Praga. En 1938 se mudó a Suiza, donde actuó en el Teatro de Basilea y en el Schauspielhaus Zürich. En 1939 emigró a Palestina y, puesto que no hablaba hebreo, no pudo actuar. Sin embargo, dio conferencias, lecturas de poesía, y fue durante un tiempo portavoz en lengua alemana del Palestine Broadcasting Service (P.B.S.).
Hermann Vallentin falleció en Tel Aviv, Israel, en 1945.

## Selección de su filmografía
| - 1914: Das ganze Deutschland soll es sein! - 1915: Der Tunnel - 1915: Der geheimnisvolle Wanderer - 1916: Peter Lump - 1916: Das lebende Rätsel - 1917: Das Geschöpf - 1918: Am Scheidewege - 1918: Fesseln - 1919: Sklaven der Seelen - 1920: Peters Erbschaft - 1920: Das Skelett des Herrn Markutius - 1921: Schloß Vogelöd - 1921: Die Ratten - 1922: Hanneles Himmelfahrt - 1922: Schlagende Wetter - 1923: Friedrich Schiller - 1923: Das alte Gesetz - 1923: Die Buddenbrooks | - 1923: Die Finanzen des Großherzogs - 1924: Der Letzte Mann - 1925: Des Lebens Würfelspiel - 1926: Madame wünscht keine Kinder - 1927: Sprung ins Glück - 1927: Luther – Ein Film der deutschen Reformation - 1928: Lotte - 1929: Asphalt - 1929: Frau im Mond - 1929: Atlantik - 1930: Cyankali - 1930: Er oder ich - 1930: Schneider Wibbel - 1931: Der Hauptmann von Köpenick - 1931: Meine Frau, die Hochstaplerin - 1932: Das erste Recht des Kindes - 1933: Sprung in den Abgrund |